# 一関市立千厩小学校
一関市立千厩小学校（いちのせきしりつ せんまやしょうがっこう）は、岩手県一関市千厩町にある公立小学校。通称は千小（せんしょう）。岩手県立一関清明支援学校千厩分教室小学部を併設する。
2018年をもって当校への統合により閉校した、旧一関市立千厩小学校についても記載する。

## 概要

### 統合までの経緯
千厩地域内のほとんどの小学校において、少子化や過疎化などにより在籍児童数が減少傾向にあった状況を踏まえ、2011年度より各小学校のある地区で「今後の千厩地域小学校教育環境の在り方に関する懇談会」を開催したのが統合に至る発端であった。2013年度には「千厩地域の小学校規模適正化に関する検討委員会」を結成し、2018年に開校させることや新学校の整備などについての具体的な方針を盛り込んだ内容を、翌年3月に一関市教育委員会へ「千厩地域の小学校の規模適正化に関する提案書」として提出した。これらの提案を受けた教育委員会は千厩地域の全5校を1校に統合し、2002年を以って移転してから施設一帯が放置されていた旧岩手県立千厩高等学校を解体し、跡地に新たな小学校を設置することが決定した。
2015年5月には各校のPTAや地域の自治会、学校関係者らによって構成された「千厩地域小学校統合推進委員会」を結成し、新設する小学校の校章・校歌や学校経営の方針といった基本内容を、約2年間に亘って検討した。学校名については千厩地域の住民を対象に募集し、500票以上の案に基づいて古くから馴染みがあり、中学校や高校などの校名の中に含まれる千厩の地名を入れた「千厩小学校」とすることが、最終的に一関市議会の定例会にて可決された。
グラウンドや校舎などの配置は、かつて所在した千厩高校と基本的には同様の配置となっており、屋内体育館や屋外プールは校舎の西側に落成した。校舎は真上から見てH型の形状となっており、普通教室と特別教室の配置は南北で区切られている。鉄筋コンクリート造2階建ての構造となっているが、内装には木材を多用し、一関市が掲げる「資源・エネルギー循環型のまちづくりビジョン」を担う目的として、市内の公共施設では初導入となるチップボイラーと灯油ボイラーの併用暖房設備を取り入れ、環境に配慮した。2018年3月には落成した校舎を一般開放し、開校に先立って見学会を実施した。

### 開校後
2018年4月に千厩地域内の千厩・小梨・清田・奥玉・磐清水の5校が統合し、新制「千厩小学校」が開校した。開校に伴い、千厩地区以外の児童を対象にスクールバスを運行開始した。
各種障がいを抱える児童を対象に岩手県立一関清明支援学校千厩分教室小学部（ハピきら学級）を併設した。旧千厩小学校に2007年4月より開設していたが、学校統合に伴い同校舎に移設された。

## 沿革

### 年表

#### 旧・千厩小学校
- 1873年（明治6年）6月 - 学制発布に伴い、吉川寺（千厩町千厩字北方）に開校[11][12][13]。
- 1874年（明治7年）5月 - 千厩町千厩字宮敷の大光寺に移転[11]。
- 1886年（明治19年） - 「千厩尋常小学校」に改称[13]。
- 1892年（明治25年）10月 - 宮敷校舎に移転。高等科を開設し、「千厩町立千厩尋常高等小学校」に改称[11][13]。
- 1904年（明治37年）6月 - 北方校舎（千厩町千厩字北方）を落成し、移転[11][13]。
- 1921年（大正10年）4月 - 校章を制定[11]。
- 1941年（昭和16年）4月 - 国民学校令施行に伴い、「千厩国民学校」に改称[11]。
- 1947年（昭和22年）4月 - 学校教育法施行に伴い、「千厩町立千厩小学校」に改称[11]。
- 1950年（昭和25年）2月 - 校歌を制定（作詞：菊池知勇、作曲：森るり子）[11][14]。
- 1964年（昭和39年）
  - 4月 - 併設していた千厩町立千厩女子専門学校が、千厩中学校（千厩町千厩字構井田）に移転[15]。
  - 8月 - 完全給食の提供開始[15]。
  - 伝統芸能である鬼剣舞の伝承活動を開始[11]。
- 1965年（昭和40年）8月 - 学校新聞が全国小中学校新聞コンクール「第1位」[15]。
- 1966年（昭和41年）10月 - 学校新聞が全国学校新聞コンクール「第1位」[16]。
- 1973年（昭和48年）4月 - ことばの教室を開設（郡内初設置）[17]。
- 1974年（昭和49年）
  - 3月 - 新校舎を落成[16]。
  - 4月 - ことばの教室を1学級増設し、対象を町内の児童に拡大[16][17]。
  - 5月 - 新校舎へ移転[11]。
- 1975年（昭和50年）
  - 3月 - 体育館を落成[11]。
  - 5月 - 千厩町学校給食センターの落成に伴い、給食センター提供に移行[18]。
  - 7月 - 屋外プールを落成[11]。
  - 8月 - プール落成記念として、元オリンピック選手の古橋廣之進による水泳教室を開催[19]。
- 1976年（昭和51年）3月13日 - 学校新聞「ジャンケンポン」が50年度全国小中学校新聞コンクール「最優秀賞」[20]。
- 1979年（昭和54年）7月 - 大相撲一関準本場所の土俵が寄贈され、朝汐と富士桜による土俵開きを開催[18]。
- 1991年（平成3年）11月 - 校舎を大規模改修[11]。
- 2001年（平成13年）7月 - ミニ美術館「夢ア・ルーム」を開館[21]。
- 2005年（平成17年）
  - アメリカ合衆国マサチューセッツ州マーシュフィールド町（英語版）のサウスリバー小学校との姉妹校を締結[22]。
  - 9月20日 - 市町村合併に伴い、「一関市立千厩小学校」に改称[11]。
- 2006年（平成18年）9月 - 幼児ことばの教室を設置[11]。
- 2007年（平成19年）4月12日 - 岩手県立一関養護学校（現：岩手県立一関清明支援学校）千厩分教室小学部を設置[23][24]。
- 2010年（平成22年）9月 - 体育館を耐震化改修[11]。
- 2011年（平成23年）3月11日 - 東北地方太平洋沖地震により各所が被災[25]。
- 2012年（平成24年）1月 - 校舎各所を耐震化改修[11]。
- 2018年（平成30年）
  - 3月13日 - 閉校記念碑の除幕式を挙行[12]。
  - 3月21日 - 閉校式を挙行[26]。
  - 3月31日 - 千厩地域の小学校統合に伴い、閉校[12]。

#### 新・千厩小学校
- 2011年度（平成23年度） - 各地区で「今後の千厩地域小学校教育環境の在り方に関する懇談会」を開催[3]。
- 2013年度（平成25年度） - 今後の千厩地域の小学校規模適正化に関する検討委員会を結成[3]。
- 2014年（平成26年）
  - 3月 - 市教育委員会に「千厩地域の小学校の規模適正化に関する提案書」を提出[3]。
  - 7月 - 市教育委員会に「建設場所についての提案」を提出[27]。
  - 10月 - 市教育委員会が「千厩地域の小学校の規模適正化に関する基本方針」を策定[3]。
- 2015年（平成27年）
  - 1月 - 千厩地域統合小学校整備基本構想検討委員会を設置[3]。
  - 3月 - 市教育委員会に「千厩地域統合小学校整備基本構想に関する提言書」を提出[3]。
  - 4月 - 市教育委員会が「千厩地域小学校統合推進委員会」を結成[3]。
  - 7月 - 学校建設地の取得・登記が完了[3]。
- 2016年（平成28年）3月 - 新小学校の校名が決定[3]。
- 2017年（平成29年）3月22日 - 校歌（作詞：井上久雄、補作：千厩地域小学校統合推進委員会、作曲：柴田誠太郎）と校章を発表[28][29]。
- 2018年（平成30年）
  - 校舎を落成[6]。
  - 3月 - 体育館を落成[30]。
  - 4月1日 - 一関市立千厩小学校として開校[9]。
  - 4月2日 - 放課後児童クラブ「千厩児童クラブ」を校舎の一角に開設[31]。
  - 4月9日 - 開校式を挙行[9]。
  - 7月 - 屋外プールを落成[32]。
  - 12月1日 - 落成式を挙行[33]。
- 2020年（令和2年）3月 - 校庭を整地。駐車場階段を設置[34]。

### 統合5校の児童数変遷
2018年に新制千厩小学校へ統合された千厩町内5校（千厩小、小梨小、清田小、奥玉小、磐清水小）の児童数推移。
奥玉小学校は上分校、下分校を含む。小梨小学校は統合した南小梨小学校は含まない。

## 旧・千厩小学校
学制の施行に伴い、1873年6月に吉川寺の一角に寺子屋として開校した。1970年代中盤に落成した新たな校舎や体育館は、東北地方太平洋沖地震をはじめとした災害により被災したものの、幾度の改修工事を施しながら閉校時まで40年以上使われた。千厩地域の市街地を学区に含んでいたことから千厩地域内では最大の児童数を誇っていたが、統計が残る1955年度以降は減少の一途をたどり、2007年度以降はピーク時の半分以下となっていた。

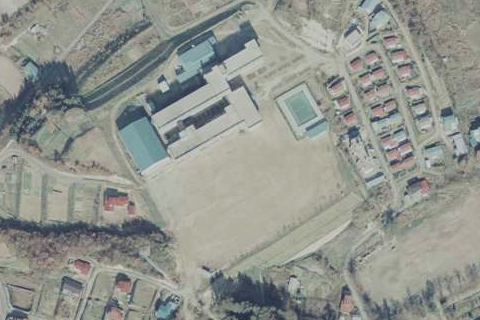
空中写真（1977年11月）
国土交通省 国土地理院 地図・空中写真閲覧サービスの空中写真を基に作成
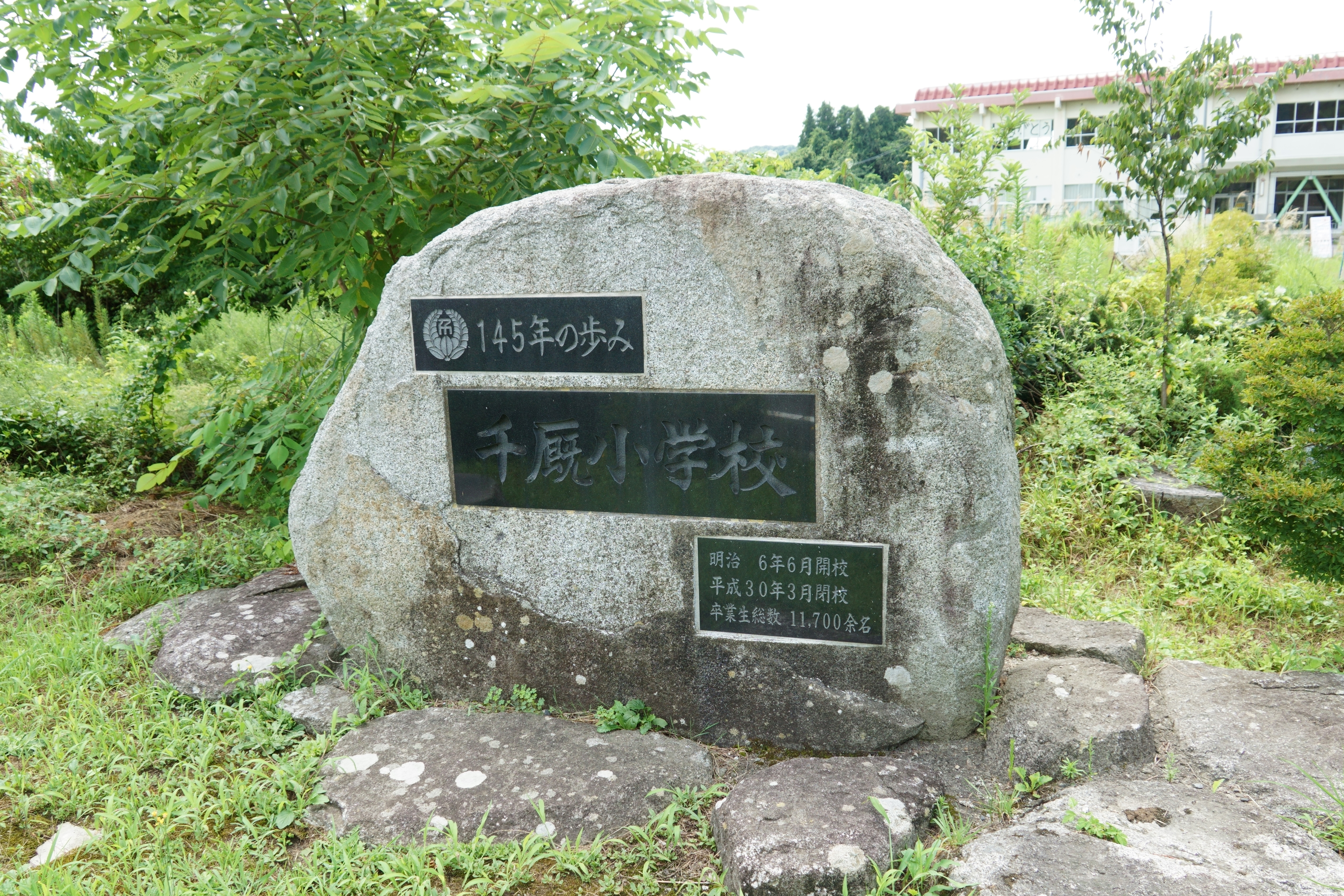
閉校記念碑（2024年8月）

伝統的な学校活動
1964年からは、中沢鬼剣舞の会の舞を見た当時の教員が児童へ躍らせたいと思ったのを機に5年生以上を対象に伝承活動を始め、運動会や千厩夏祭りなどの場で披露していた。また、1953年からは新聞委員会が子供新聞の制作を始めた。のちに新聞名を「朝風」に変え、学校行事や児童会の取り組みなどについて執筆していた。閉校時までに400号以上を発行し、1965年・1966年・1975年の全国小中学校新聞コンクールではそれぞれ第1位や最優秀賞に輝いた。
1927年、シドニー・ギューリックによって青い目の人形「ベディ」とほか2体がアメリカ合衆国マサチューセッツ州マーシュフィールド町の第一教会日曜学校から贈呈された。県内で現存している16体のうちの3体である。1989年4月の同町親善特使の来校を機に交流が始まり、その後は長きにわたって同町サウスリバー小学校とのやり取りを重ねていた。
教育目標
- すすんで勉強する子
- なかよく協力する子
- 元気に運動する子

出典：

## 教育目標
- 心かよい合う子（徳育）
- まなび合う子（知育）
- きたえ合う子（体育）

出典：

## 学校活動
主な学校行事。
1学期
- 4月 - 始業式、入学式、授業参観
- 5月 - 運動会
- 6月 - 修学旅行（6年生）
- 7月 - 防犯教室、終業式（夏休み）

2学期
- 8月 - 家庭訪問、始業式
- 9月 - 宿泊学習（5年生）、独唱大会、一関地方小学校陸上競技大会
- 10月 - 学習発表会
- 11月 - 音楽発表会
- 12月 - 終業式（冬休み）

3学期
- 1月 - 始業式
- 2月 - 授業参観、6年生を送る会
- 3月 - 修了式、卒業式（春休み）、離任式

## 施設概要
主な施設。
- 校舎
- 体育館（1,270 m2[1]） - 鉄骨造平屋建て[42]
- 屋外プール
- 校庭（18,353 ｍ2[1]）
- 千厩児童クラブ（放課後児童クラブ、104 m2） - 学校法人愛泉学園運営[31]

## 児童・学級数
1931年度以降の児童数と学級数の推移。2018年度以前は旧千厩小学校の児童数と学級数に加え、千厩町の児童数も記載。
2024年度の児童数は337人で、市内の小学校では花泉小学校（472人）や山目小学校（443人）に次いで4番目に多い。そのうち新入生は57人で、同じく4番目に多い。旧東磐井郡の中では最多の児童数を有するが、開校した2018年度（6年前）からは140人以上減少しており、減少率に換算すると約30％である。
| 年度 | 児童数                           | 増減                             | 学級数                           | 増減                             | 出典                             | 備考                             | 町内の児童数    | 増減            |
| 旧 千厩小学校（1873年 - 2018年） | 旧 千厩小学校（1873年 - 2018年） | 旧 千厩小学校（1873年 - 2018年） | 旧 千厩小学校（1873年 - 2018年） | 旧 千厩小学校（1873年 - 2018年） | 旧 千厩小学校（1873年 - 2018年） | 旧 千厩小学校（1873年 - 2018年） | 町内の児童数    | 増減            |
| --- | -------------------------------- | -------------------------------- | -------------------------------- | -------------------------------- | -------------------------------- | -------------------------------- | --------------- | --------------- |
| 1931（昭和6）年度 | 871                              |                                  | 16                               |                                  | [ 45 ]                           | 高等科含む                       | 2,444           |                 |
| 1937（昭和12）年度 | 972                              | 101                              | 18                               | 2                                | [ 46 ]                           | 高等科含む                       | 2,706           | 262             |
| 1938（昭和13）年度 | 995                              | 23                               | 18                               | 0                                | [ 47 ]                           | 高等科含む                       | 2,814           | 108             |
| 1939（昭和14）年度 | 989                              | －6                              | 18                               | 0                                | [ 48 ]                           | 高等科含む                       | 2,834           | 20              |
| 1940（昭和15）年度 | 1,025                            | 36                               | 18                               | 0                                | [ 49 ]                           | 高等科含む                       | 3,243           | 409             |
| 1948（昭和23）年度 | 897                              | －128                            | 19                               | 1                                | [ 50 ]                           |                                  | 2,467           | －776           |
| 1949（昭和24）年度 | 903                              | 6                                | 19                               | 0                                | [ 51 ]                           |                                  | 2,453           | －14            |
| 1950（昭和25）年度 | 938                              | 35                               | 20                               | 1                                | [ 52 ]                           |                                  | 2,500           | 47              |
| 1951（昭和26）年度 | 947                              | 9                                | 20                               | 0                                | [ 53 ]                           |                                  | 2,504           | 4               |
| 1952（昭和27）年度 | 913                              | －34                             | 19                               | －1                              | [ 54 ]                           |                                  | 2,450           | －54            |
| 1953（昭和28）年度 | 908                              | －5                              | 20                               | 1                                | [ 55 ]                           |                                  | 2,431           | －19            |
| 1954（昭和29）年度 | 943                              | 35                               | 20                               | 0                                | [ 56 ]                           |                                  | 2,516           | 85              |
| 1955（昭和30）年度 | 994                              | 51                               | 21                               | 1                                | [ 57 ]                           |                                  | 2,648           | 132             |
| 1956（昭和31）年度 |                                  |                                  |                                  |                                  | [ 58 ]                           |                                  | 2,711           | 63              |
| 1960（昭和35）年度 |                                  |                                  |                                  |                                  | [ 58 ]                           |                                  | 2,826           | 115             |
| 1965（昭和40）年度 |                                  |                                  |                                  |                                  | [ 58 ]                           |                                  | 2,209           | －617           |
| 1970（昭和45）年度 | 836                              | －158                            |                                  |                                  | [ 59 ]                           |                                  | 1,900           | －309           |
| 1971（昭和46）年度 | 829                              | －7                              |                                  |                                  | [ 59 ]                           |                                  | 1,797           | －103           |
| 1972（昭和47）年度 | 864                              | 35                               |                                  |                                  | [ 59 ]                           |                                  | 1,788           | －9             |
| 1973（昭和48）年度 | 849                              | －15                             |                                  |                                  | [ 59 ]                           |                                  | 1,678           | －110           |
| 1974（昭和49）年度 | 839                              | －10                             |                                  |                                  | [ 59 ]                           |                                  | 1,612           | －66            |
| 1975（昭和50）年度 | 843                              | 4                                |                                  |                                  | [ 59 ]                           |                                  | 1,579           | －33            |
| 1976（昭和51）年度 | 834                              | －9                              |                                  |                                  | [ 59 ]                           |                                  | 1,514           | －65            |
| 1977（昭和52）年度 | 817                              | －17                             |                                  |                                  | [ 59 ]                           |                                  | 1,479           | －35            |
| 1978（昭和53）年度 | 789                              | －28                             |                                  |                                  | [ 60 ]                           |                                  | 1,379           | －100           |
| 1979（昭和54）年度 | 783                              | －6                              |                                  |                                  | [ 60 ]                           |                                  | 1,396           | 17              |
| 1980（昭和55）年度 | 804                              | 21                               |                                  |                                  | [ 60 ]                           |                                  | 1,402           | 6               |
| 1981（昭和56）年度 | 775                              | －29                             |                                  |                                  | [ 60 ]                           |                                  | 1,399           | －3             |
| 1982（昭和57）年度 | 779                              | 4                                |                                  |                                  | [ 60 ]                           |                                  | 1,406           | 7               |
| 1983（昭和58）年度 | 785                              | 6                                |                                  |                                  | [ 60 ]                           |                                  | 1,404           | －2             |
| 1985（昭和60）年度 |                                  |                                  |                                  |                                  | [ 58 ]                           |                                  | 1,387           | －17            |
| 1988（昭和63）年度 |                                  |                                  |                                  |                                  | [ 61 ]                           |                                  | 1,261           | －126           |
| 1989（平成元）年度 |                                  |                                  |                                  |                                  | [ 61 ]                           |                                  | 1,232           | －29            |
| 1990（平成2）年度 |                                  |                                  |                                  |                                  | [ 61 ]                           |                                  | 1,170           | －62            |
| 1991（平成3）年度 |                                  |                                  |                                  |                                  | [ 61 ]                           |                                  | 1,110           | －60            |
| 1992（平成4）年度 |                                  |                                  |                                  |                                  | [ 61 ]                           |                                  | 1,077           | －33            |
| 1993（平成5）年度 |                                  |                                  |                                  |                                  | [ 61 ]                           |                                  | 1,037           | －40            |
| 1994（平成6）年度 |                                  |                                  |                                  |                                  | [ 61 ]                           |                                  | 1,003           | －34            |
| 1995（平成7）年度 |                                  |                                  |                                  |                                  | [ 61 ]                           |                                  | 945             | －58            |
| 1996（平成8）年度 |                                  |                                  |                                  |                                  | [ 61 ]                           |                                  | 918             | －27            |
| 1997（平成9）年度 |                                  |                                  |                                  |                                  | [ 61 ]                           |                                  | 872             | －46            |
| 1998（平成10）年度 |                                  |                                  |                                  |                                  | [ 61 ]                           |                                  | 870             | －2             |
| 1999（平成11）年度 | 420                              | －365                            |                                  |                                  | [ 62 ] [ 61 ]                    |                                  | 806             | －64            |
| 2000（平成12）年度 | 416                              | －4                              | 13                               | －8                              | [ 63 ]                           |                                  | 789             | －17            |
| 2001（平成13）年度 | 409                              | －7                              | 13                               | 0                                | [ 64 ]                           |                                  | 781             | －8             |
| 2002（平成14）年度 | 424                              | 15                               | 13                               | 0                                | [ 65 ]                           |                                  | 777             | －4             |
| 2003（平成15）年度 | 427（3）                         | 3                                | 13（1）                          | 0                                | [ 66 ]                           |                                  | 757             | －20            |
| 2004（平成16）年度 | 417（5）                         | －10                             | 15（2）                          | 2                                | [ 67 ]                           |                                  | 729             | －28            |
| 2005（平成17）年度 | 414（7）                         | －3                              | 15（2）                          | 0                                | [ 68 ]                           |                                  | 730             | 1               |
| 2006（平成18）年度 | 438（9）                         | 24                               | 16（2）                          | 1                                | [ 69 ]                           |                                  | 733（11）       | 3               |
| 2007（平成19）年度 | 430（9）                         | －8                              | 16（2）                          | 0                                | [ 70 ]                           |                                  | 724（11）       | －9             |
| 2008（平成20）年度 | 408（8）                         | －22                             | 15（2）                          | －1                              | [ 71 ]                           |                                  | 702（9）        | －22            |
| 2009（平成21）年度 | 398（7）                         | －10                             | 14（2）                          | －1                              | [ 72 ]                           |                                  | 678（10）       | －24            |
| 2010（平成22）年度 | 391（6）                         | －7                              | 14（2）                          | 0                                | [ 73 ]                           |                                  | 663（10）       | －15            |
| 2011（平成23）年度 | 378（7）                         | －13                             | 14（2）                          | 0                                | [ 74 ]                           |                                  | 635（11）       | －28            |
| 2012（平成24）年度 | 354（5）                         | －24                             | 14（2）                          | 0                                | [ 75 ]                           |                                  | 617（12）       | －18            |
| 2013（平成25）年度 | 345（3）                         | －9                              | 14（2）                          | 0                                | [ 76 ]                           |                                  | 598（13）       | －19            |
| 2014（平成26）年度 | 346（5）                         | 1                                | 14（2）                          | 0                                | [ 77 ]                           |                                  | 591（16）       | －7             |
| 2015（平成27）年度 | 320（5）                         | －26                             | 14（2）                          | 0                                | [ 78 ]                           |                                  | 565（15）       | －26            |
| 2016（平成28）年度 | 300（5）                         | －20                             | 14（2）                          | 0                                | [ 79 ]                           |                                  | 529（15）       | －36            |
| 2017（平成29）年度 | 278（4）                         | －22                             | 14（2）                          | 0                                | [ 80 ]                           | 閉校                             | 511（13）       | －18            |
| 年度 | 児童数                           | 増減                             | 学級数                           | 増減                             | 出典                             | 備考                             | 備考            | 備考            |
| 新 千厩小学校（2018年 - ） |                                  |                                  |                                  |                                  |                                  |                                  |                 |                 |
| 2018（平成30）年度 | 481（13）                        | －30                             | 19（2）                          |                                  | [ 44 ]                           | 5校を統合し開校                  | 5校を統合し開校 | 5校を統合し開校 |
| 2019（令和元）年度 | 441（17）                        | －40                             | 18（3）                          | －1                              | [ 44 ]                           |                                  |                 |                 |
| 2020（令和2）年度 | 413（14）                        | －28                             | 16（3）                          | －2                              | [ 44 ]                           |                                  |                 |                 |
| 2021（令和3）年度 | 410（18）                        | －3                              | 18（3）                          | 2                                | [ 44 ]                           |                                  |                 |                 |
| 2022（令和4）年度 | 394（20）                        | －16                             | 18（4）                          | 0                                | [ 44 ]                           |                                  |                 |                 |
| 2023（令和5）年度 | 358（18）                        | －36                             | 17（4）                          | －1                              | [ 44 ]                           |                                  |                 |                 |
| 2024（令和6）年度 | 337（22）                        | －21                             | 17（5）                          | 1                                | [ 44 ]                           |                                  |                 |                 |
| ※児童数・学級数内の括弧は特別支援児童・学級数（内数） ※岩手県立一関清明支援学校千厩分教室小学部分は含めない ※1955年度以前の町内の児童数は、旧千厩町・小梨村・奥玉村・磐清水村の合算値 |                                  |                                  |                                  |                                  |                                  |                                  |                 |                 |

## 学区
- 一関市千厩町（旧：東磐井郡千厩町）全域
  - 千厩
  - 奥玉
  - 小梨
  - 清田
  - 磐清水

出典：

## 進学先の中学校
公立中学校の場合。
- 一関市立千厩中学校[81]

## アクセス
岩手県立千厩病院そば、萩ノ森団地の西方の高台に位置している。

### 鉄道
- JR大船渡線 千厩駅から車で約2分、徒歩で約10分

### バス
- 千厩駅から、岩手県交通「02」系統・「03」系統（本郷線・一関営業所～千厩バスターミナル）で、「萩の森」停留所まで1分[注 4]
- 一ノ関駅から、先述の路線バスで、「萩の森」停留所まで48分

### 自動車
- 一関市中心部から国道284号経由で約35分
- 宮城県気仙沼市中心部から国道284号経由で約25分

## 周辺
- 岩手県立千厩病院
- 千厩駅
- 岩手県警察千厩警察署

## 著名な出身者
旧千厩小学校の出身者も掲載。
- 千葉七郎 - 農民運動家・政治家
- 藤原麻起子 - ソフトボール選手